# Rivoli Veronese
Pour les articles homonymes, voir Rivoli (homonymie) et Véronèse (homonymie).
Rivoli Veronese est une commune de la province de Vérone dans la région de la Vénétie en Italie.

## Histoire
La commune fut le site de la bataille de Rivoli (1797).

## Administration
| Période                                  | Période  | Identité         | Étiquette     | Qualité |
| ---------------------------------------- | -------- | ---------------- | ------------- | ------- |
| 14 juin 2004                             | En cours | Mirco Campagnari | Ligue du Nord |         |
| Les données manquantes sont à compléter. |          |                  |               |         |

### Hameaux
Canale, Gaium

### Communes limitrophes
Affi, Brentino Belluno, Caprino Veronese, Cavaion Veronese, Costermano, Dolcè, Sant'Ambrogio di Valpolicella

### Évolution démographique
Habitants recensés

### Jumelages
- Venerque (France)

## Personnalités
Sara Simeoni (1953-), championne olympique et recordwoman du monde de saut en hauteur, est née à Rivoli Veronese.